# بیگ بند (کالیفرنیا)
بیگ بند (به انگلیسی: Big Bend) یک منطقهٔ مسکونی در ایالات متحده آمریکا است که در شهرستان شاستا، کالیفرنیا واقع شده‌است. بیگ بند ۱۵٫۰۸ کیلومتر مربع مساحت و ۵٬۰۱۹ نفر جمعیت دارد و ۵۱۴ متر بالاتر از سطح دریا واقع شده‌است.